# Austropotamobius
Austropotamobius (лат.) — род пресноводных ракообразных из семейства европейские речные раки (Astacidae). Типовой вид Cancer Torrentium von Paula Schrank, 1803 ныне Austropotamobius torrentium torrentium (von Paula Schrank, 1803).
У этих ракообразных панцирь почти всегда лишен второй пары посторбитальных пластинок. Рудиментарная форма этих пластинок наблюдается только у сербской популяции A. pallipes. У них имеется шип или гребень на эпистоме позади почечного сосочка. У мероподита третья пара максилл несет ряды шипов вдоль средних краев. У самцов плеоподы (брюшные ноги) первой пары заканчиваются двумя лопастями, причем обе лопасти отстоят друг от друга примерно на одинаковое расстояние. Во второй паре плеопод экзоподиты никогда не выступают так же дистально, как эндоподиты.
Представители рода населяют пресные водоемы Западной и Центральной Европы. Их самые древние окаменелости относятся к меловому периоду.

## Систематика
По данным World Register of Marine Species, на апрель 2025 года в род включают 4 современных и 2 вымерших вида:
- Austropotamobius bihariensis Pârvulescu, 2019
- Austropotamobius fulcisianus (Ninni, 1886)
- †Austropotamobius llopisi (Vía, 1971)
- Austropotamobius pallipes (Lereboullet, 1858)
- †Austropotamobius plenicari Gašparič, Audo, Kawai, Kolar-Jurkovšek, Marinšek & Jurkovšek, 2023
- Austropotamobius torrentium (von Paula Schrank, 1803)